# فرودگاه جنداراتا
فرودگاه جنداراتا (به انگلیسی: Jendarata Airport) (به زبان بومی: Lapangan Terbang Jenderata) یک فرودگاه خصوصی است که یک باند فرود آسفالت دارد و طول باند آن ۵۸۴ متر است. این فرودگاه در کشور مالزی قرار دارد و در ارتفاع ۲٫۴ متری از سطح دریا واقع شده‌است.